# Ганчовець
Ганчовець (болг. Ганчовец) — село (поселення) в Габровській області Болгарії, підпорядковане общині Дряново. В селі налічується 158 мешканців.